# Lorde
Lorde (wym. /ˈlɔrd/), właśc. Ella Marija Lani Yelich-O’Connor (ur. 7 listopada 1996 w Takapunie) – nowozelandzka piosenkarka wykonująca muzykę z pogranicza popu i rocka alternatywnego, a także autorka tekstów piosenek.
Urodziła się w Takapunie, natomiast dorastała w Devonport na przedmieściach Auckland. Jako nastolatka podpisała kontrakt z wytwórnią muzyczną Universal Music Group, a później nawiązała współpracę z autorem tekstów i producentem muzycznym Joelem Little, który wspólnie napisał i wyprodukował większość jej utworów. Jej debiutancki minialbum zatytułowany The Love Club EP został wydany 8 marca 2013 roku i dotarł do drugiego miejsca na liście przebojów w Nowej Zelandii i Australii oraz uzyskał odpowiednio status platynowej płyty i siedmiokrotnej platynowej płyty.
W 2013 roku został wydany jej debiutancki singel „Royals”, który dotarł na szczyt notowania Hot 100 w Stanach Zjednoczonych, dając tym samym Lorde status najmłodszej od 1987 roku wokalistki, której utwór trafił na szczyt zestawienia Hot 100, publikowanym przez tygodnik Billboard. W tym samym roku ukazał się jej debiutancki album studyjny, zatytułowany Pure Heroine, który dotarł do 1. miejsca na liście przebojów w Australii i Nowej Zelandii oraz trzeciej pozycji w notowaniu Billboard 200. Kolejnymi singlami pochodzącymi z tego wydawnictwa są „Tennis Court”, „Team”, „No Better” i „Glory and Gore”. 29 września 2014 roku został wydany utwór „Yellow Flicker Beat” jako pierwszy singel ze ścieżki dźwiękowej do filmu Igrzyska śmierci: Kosogłos. Część 1. We wrześniu 2015 roku wydała singiel „Magnets” nagrany we współpracy z brytyjskim duetem Disclosure.
W czerwcu 2018 roku magazyn Rolling Stone opublikował zestawienie 100 najlepszych piosenek XXI wieku, w którym piosenka „Royals” znalazła się na 9. pozycji.

## Wczesne lata
Urodziła się w Takapunie, natomiast dorastała w Devonport na przedmieściach Auckland. Jako nastolatka podpisała kontrakt z wytwórnią muzyczną Universal Music Group, a później nawiązała współpracę z autorem tekstów i producentem muzycznym Joelem Little, który wspólnie napisał i wyprodukował większość jej utworów.

## Kariera muzyczna
W listopadzie 2012 samopublikowała minialbum pt. The Love Club EP, który był dostępy do pobrania za darmo poprzez serwis SoundCloud. Po tym, jak minialbum został pobrany 60 tys. razy, wytwórnia Universal Music Group zdecydowała się wydać minialbum do sprzedaży w marcu 2013 roku. The Love Club EP dotarł do 2. miejsca na liście przebojów w Nowej Zelandii i Australii. Wydawnictwo uzyskało status platynowej płyty w Nowej Zelandii oraz siedmiokrotnej platynowej płyty w Australii. W czerwcu utwór „Royals” został wydany jako pierwszy singel z minialbumu. Singel ten odniósł międzynarodowy sukces komercyjny, będąc na szczycie notowania Hot 100 nieprzerwanie przez dziewięć tygodni. Dzięki temu Lorde uzyskała status najmłodszego solowego artysty, którego utwór dotarł do 1. miejsca w zestawieniu Hot 100 od czasu singla „I Think We're Alone Now” autorstwa Tiffany. W 2013 singiel „Royals” wygrał nagrodę APRA Silver Scroll Awards oraz otrzymał dwie nagrody Grammy w kategorii „Best Pop Solo Performance” i „Piosenka roku” podczas 56. gali rozdania nagród Grammy w 2014 roku.

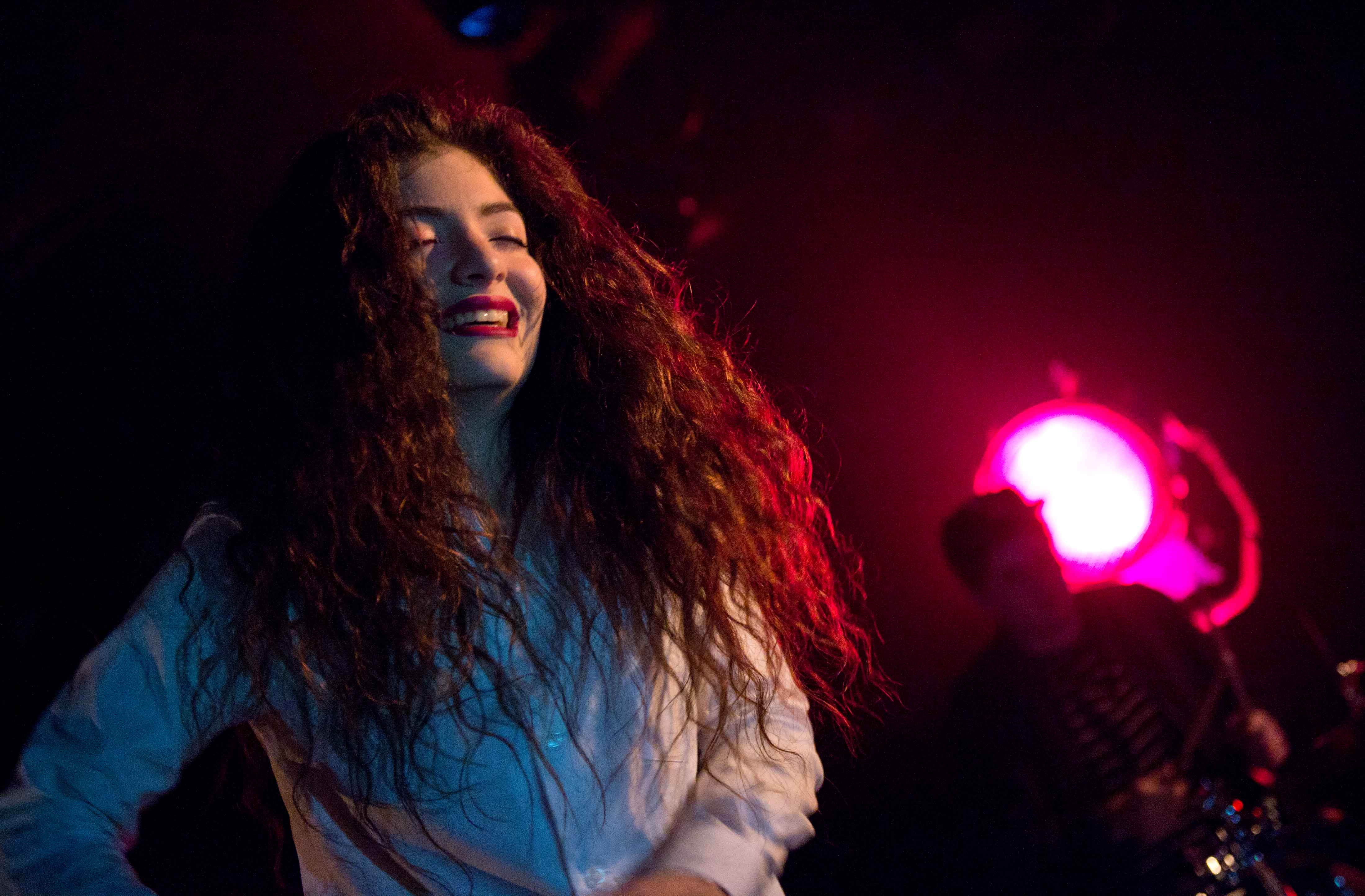
Lorde podczas koncertu w Seattle, wrzesień 2013

27 września 2013 wydała debiutancki album studyjny pt. Pure Heroine, który znalazł się na szczycie list przebojów w Australii i Nowej Zelandii oraz w pierwszej piątce list przebojów w Irlandii, Kanadzie, Norwegii i Wielkiej Brytanii. W Stanach Zjednoczonych album dotarł do trzeciej pozycji w zestawieniu Billboard 200 i sprzedał się w ilości 1,33 miliona kopii. Do końca 2013 sprzedano łącznie 1,5 miliona kopii albumu. Pure Heroine nominowany był także do nagrody Grammy w kategorii „Best Pop Vocal Album”. We wrześniu 2013 nagrała cover utworu „Everybody Wants to Rule the World” grupy Tears for Fears na ścieżkę dźwiękową do filmu Igrzyska śmierci: W pierścieniu ognia, który został wyprodukowany przez Michaela A. Levine i Lucasa Cantora.
W grudniu 2013 ogłosiła, że zaczęła pisać materiał na drugi album studyjny. W czerwcu 2014 roku poinformowała, że jej drugi album studyjny jest na wczesnym etapie tworzenia i jest „zupełnie inny” od jej debiutanckiego albumu. 29 września 2014 został wydany utwór „Yellow Flicker Beat” jako pierwszy singel ze ścieżki dźwiękowej do filmu Igrzyska śmierci: Kosogłos. Część 1. Lorde nadzorowała wybieranie utworów na tę ścieżkę dźwiękową, dodatkowo nagrywając swój wokal do kilku utworów.
Na początku marca 2017 wydała singel „Green Light”, którym zapowiadała wydanie albumu pt. Melodrama. Płyta ukazała się 16 czerwca i spotkała się z bardzo pozytywnym przyjęciem przez krytyków (91/100 według portalu Metacritic). Album został nominowany do Nagrody Grammy w kategorii Album Roku.
20 maja 2020 wysłała e-maila do fanów informującego o jej stałej pracy. Napisała, że w grudniu 2019 rozpoczęła pracę w studiu z Jackiem Antonoffem.
7 czerwca 2021 zapowiedziała wydanie singla "Solar Power", który miał premierę trzy dni później. Piosenka była głównym singlem z jej albumu o tym samym tytule, który wydała 20 sierpnia 2021. Latem wydała kolejne dwa single z płyty: "Stoned at the Nail Salon" i "Mood Ring". Później opisała ten album jako "naprawdę mylący" i "bolesny".
Na początku 2024 rozpoczęła promocję jej nadchodzącego czwartego albumu studyjnego serią tajemniczych zdjęć publikowanych na Instagramie. W marcu 2024 opublikowała cover utworu Talking Heads "Take Me to the River" jako trzeci singiel od A24 Music, Everyone's Getting Involved: A Tribute to Talking Heads' Stop Making Sense. W czerwcu 2024 współpracowała z piosenkarką Charli XCX nad zremiksowaną wersją utworu "Girl, So Confusing".
W kwietniu 2025 zaprezentowała na TikToku 15-sekundowy kawałek jej premierowego utworu "What Was That", który w całości opublikowała 24 kwietnia 2025 wraz z teledyskiem. 8 maja ogłosiła swoją trasę koncertową promującą jej czwarty album studyjny, Ultrasound World Tour, którego rozpoczęcie zaplanowała na wrzesień 2025. 29 maja 2025 wydała drugi singiel z albumu – "Man of the Year", wraz z teledyskiem. Trzeci i ostatni singiel przed wydaniem albumu, "Hammer", został wydany wraz z teledyskiem 20 czerwca 2025. 27 czerwca 2025 wydała album pt. Virgin.

## Dyskografia
Albumy studyjne
- 2013: Pure Heroine
- 2017: Melodrama
- 2021: Solar Power
- 2025: Virgin

Minialbumy
- 2013: The Love Club EP
- 2013: Tennis Court EP
- 2013: Live in Concert
- 2021: Te Ao Mārama

## Trasy koncertowe
- 2013–2014: Pure Heroine Tour
- 2017–2018: Melodrama World Tour
- 2022-2023: Solar Power Tour
- 2025-2026: Ultrasound World Tour